# Ярышев
Я́рышев (укр. Яришів) — село на Украине, находится в Могилёв-Подольском районе Винницкой области.
Население по переписи 2001 года составляет 1613 человек. Почтовый индекс — 24024. Телефонный код — 4337.
Занимает площадь 7,3 км².

## Религия
В селе действует Свято-Успенский храм Могилёв-Подольского благочиния Могилёв-Подольской епархии Украинской православной церкви.

## Знаменитые уроженцы
- Загородный Николай Фёдорович (род. 1949) — известный прораб, который сделал много фасадов в Киеве, генерал.
- Танасчишин, Трофим Иванович (1903—1944) — советский военный деятель, Генерал-лейтенант танковых войск.
- Дунаевская, Рая (1910—1987) — американский политический философ левого толка российско-еврейского происхождения, теоретик «марксистского гуманизма».
- Яхот, Овший Овшиевич (1919—2002) — советский и израильский философ, доктор философских наук, профессор.

## Адрес местного совета
24024, Винницкая область, Могилёв-Подольский р-н, с. Ярышев, ул. Ленина, 19